# Nora kyrka, Ångermanland
Nora kyrka är en kyrkobyggnad som tillhör Nora-Skogs församling i Härnösands stift.

## Kyrkobyggnaden
På 1200-talet uppfördes en stenkyrka på platsen. Av denna kyrka som beskrevs som liten och mörk finns inga lämningar kvar. På samma plats uppfördes nuvarande kyrka 1804-1806 under ledning av byggmästare Simon Geting. En restaurering genomfördes 1858 då nuvarande altaruppsats, predikstol och ett par kristallkronor tillkom. Ytterligare restaureringar genomfördes 1914 och 1979-1980.

## Inventarier
- Dopfunten av gotländsk sandsten är från 1200-talet.
- En ljuskrona av böhmisk kristall från 1700-talet är placerad över dopfunten.
- I sakristian förvaras ett exemplar av Gustav Vasas bibel från år 1541.

### Webbkällor
- Härnösands Stifts Herdaminne av L. Bygdén